# Vlaams Blok

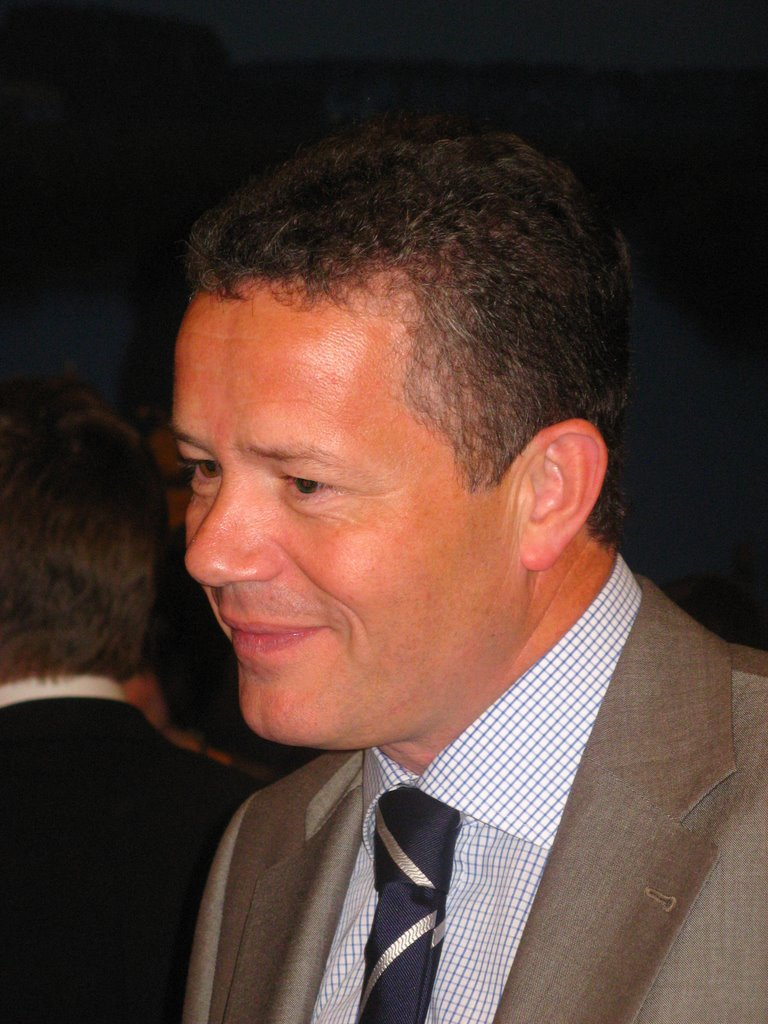
Frank Vanhecke, de laatste voorzitter van het Vlaams Blok

Het Vlaams Blok was een Vlaams-nationalistische politieke partij die in Vlaanderen actief was in de periode van 1978 tot 2004. Op 14 november 2004 werden de onderliggende verenigingen na een veroordeling opgeheven en werd verdergegaan onder de nieuwe naam Vlaams Belang. De partij werd door de meeste politieke analisten aangeduid als extreemrechts.

## Voorzitters
| Voorzitter     | Periode                        | Opmerkingen                  |
| -------------- | ------------------------------ | ---------------------------- |
| Karel Dillen   | 28 mei 1979 - 8 juni 1996      |                              |
| Frank Vanhecke | 8 juni 1996 - 14 november 2004 | Herkozen op 4 februari 2001. |

## Verkiezingen
Het Vlaams Blok nam voor het eerst deel aan de verkiezingen in 1978 als kartel van de VNP en de VVP. Na de verkiezing van Karel Dillen van de VNP en de niet-verkiezing van Lode Claes van de VVP liep een groot deel van de VVP over naar de VNP en hield die eerste op te bestaan. De VNP ging nu verder onder de naam Vlaams Blok en behield die naam tot de naamsverandering in Vlaams Belang. De parlementsverkiezingen van 4 november 1991 betekenden een doorbraak voor de partij. Het aantal zetels in de Kamer steeg van twee naar twaalf. Deze dag werd door de media "zwarte zondag" genoemd.
| Jaar | Assemblee          | Stemmen    | Percentage | Zetels |
| ---- | ------------------ | ---------- | ---------- | ------ |
| 1978 | Kamer              | 75.635     | 1,4%       | 1      |
| 1978 | Senaat             | 80.809     | 1,5%       | 0      |
| 1981 | Kamer              | 66.424     | 1,1%       | 1      |
| 1981 | Senaat             | 71.733     | 1,2%       | 0      |
| 1984 | Europees Parlement | 73.174     | 1,3%       | 0      |
| 1985 | Kamer              | 85.391     | 1,4%       | 1      |
| 1985 | Senaat             | 90.120     | 1,5%       | 0      |
| 1987 | Kamer              | 116.534    | 1,9%       | 2      |
| 1987 | Senaat             | 122.953    | 2,0%       | 1      |
| 1989 | Europees Parlement | 241.117    | 4,1%       | 1      |
| 1991 | Kamer              | 405.247    | 6,6%       | 12     |
| 1991 | Senaat             | 414.481    | 6,8%       | 5      |
| 1994 | Europees Parlement | 463.919    | 7,8%       | 2      |
| 1995 | Kamer              | 475.677    | 7,8%       | 11     |
| 1995 | Senaat             | 463.896    | 7,7%       | 3      |
| 1995 | Vlaams Parlement   | 465.239    | 12,3%      | 15     |
| 1999 | Kamer              | 613.399    | 9,9%       | 15     |
| 1999 | Senaat             | 583.208    | 9,4%       | 4      |
| 1999 | Vlaams Parlement   | 603.345    | 15,5%      | 20     |
| 1999 | Europees Parlement | 584.392    | 15,1%(1)   | 2      |
| 2003 | Kamer              | 767.605(2) | 11,7%      | 18     |
| 2003 | Senaat             | 741.940    | 11,3%      | 5      |
| 2004 | Vlaams Parlement   | 981.587    | 24,2%      | 32     |
| 2004 | Europees Parlement | 930.731    | 23,2%      | 3      |

(1) in 1999 werd er een split vote gedaan van de Europarlementsleden in een Nederlands en een Frans Kiescollege
(2) in 2003 bracht het VB ook een lijst uit in Henegouwen en kreeg daar 6.198 stemmen (0,85% van de Henegouwse stemmers)
Bronnen voor het cijfermateriaal:
- Ministerie van Binnenlandse Zaken (2003 en 2004)
- Vrije Universiteit Brussel (VUB)

## Standpunten
De belangrijkste thema's van de partijstandpunten waren vreemdelingen en de onafhankelijkheid van Vlaanderen. Hiervoor had ze een campagne lopen, onder andere op de website Vlaams Blok en internationaal op Flemish Republic. Andere thema's in haar programma waren de veiligheidsproblematiek en het verdedigen van het traditionele gezin door onder meer het invoeren van een opvoedersloon voor thuiswerkende ouders.
Het 70 puntenplan van 6 juni 1992, herwerkt in 1996, was jarenlang de basis van het vreemdelingenstandpunt van het Vlaams Blok. Vanwege dit 70 puntenplan werd het Vlaams Blok een aantal keer voor de rechtbank gedaagd onder beschuldiging van racisme en discriminatie. In september 2001 noemde de partij het "achterhaald" wegens de massale regularisaties van vreemdelingen sinds het opmaken. In juli 2005 noemde Rob Verreycken het echter nog "visionair".
In 2002 stemde het Vlaams Blok als enige partij unaniem tegen de invoering van het homohuwelijk.

## Geschiedenis

### Oprichting en eerste jaren
Een voorloper van het Vlaams Blok, de Vlaams-nationalistische politieke partij de Volksunie, kreeg eind jaren 1970 te kampen met verschillende splintergroepen na de Egmontcrisis. Een van deze splintergroepen groeide uit tot het Vlaams Blok, dat werd gevormd in 1979. 
Het Vlaams Blok trad voor het eerst op de voorgrond bij de verkiezingen van 17 december 1978. Het was op dat ogenblik een soort kartellijst die twee splinterpartijen van de Volksunie samenbracht: de Vlaams Nationale Partij van Dillen en de Vlaamse Volkspartij van Lode Claes. Beide partijen waren eind 1977 ontstaan uit onvrede met het door de Volksunie ondertekende Egmontpact.
Uiteindelijk kreeg de stroming rond Dillen (die als enige van de kartellijst verkozen werd) de bovenhand. De Vlaams Nationale Partij en de radicale vleugel van de Vlaamse Volkspartij fuseerden op 28 mei 1979 tot het Vlaams Blok. Voor deze naam vond men inspiratie bij het Vlaamsch Nationaal Blok, de vooroorlogse kartellijst waarmee het VNV aan de verkiezingen deelnam. Lode Claes verdween uit de nieuwe partij. Dillen legde in zijn Manifest van het rechts Vlaams-nationalisme (bijgenaamd het "Oranje Boekje") de partijfundamenten uit. In de grondbeginselen werd de eis ingeschreven voor "de terugkeer van de overgrote meerderheid der niet-Europese gastarbeiders naar hun eigen vaderland" en dit "binnen een redelijke termijn".
Bij de verkiezingen van 8 november 1981 en 13 oktober 1985 behield het Vlaams Blok zijn enige zetel te Antwerpen. Gerolf Annemans verving Dillen in de Kamer. Het Vlaams Blok profileerde zich in de beginperiode bijna uitsluitend op communautaire zaken, maar ging zich meer en meer profileren op het thema van de vreemdelingen dat gaandeweg uitgroeide tot een van de speerpunten van het partijprogramma. Op 13 december 1987 won Filip Dewinter een tweede Kamerzetel in Antwerpen voor het Vlaams Blok. Dillen veroverde een eerste zetel in de Senaat. Ook op lokaal vlak brak het Vlaams Blok door. Bij de gemeenteraadsverkiezingen van 9 oktober 1988 behaalde de partij 17,7% in Antwerpen, wat neerkwam op 10 van de 55 zetels. Daarmee werd het Vlaams Blok de derde partij in de Scheldestad.

### Cordon sanitaire en opgang
In 1989, het jaar waarin voorzitter Dillen de eerste Europese zetel binnenhaalde, kwamen alle Vlaamse partijen, afgezien van het Vlaams Blok zelf, onder impuls van Agalev-boegbeeld Jos Geysels tot een akkoord op basis waarvan elke toenadering tot de Vlaams-nationale partij uit den boze was. Op geen enkel vlak (van nationaal tot gemeentelijk) mochten partijmandatarissen coalitieafspraken maken met vertegenwoordigers van het Vlaams Blok. 
Dit zogenaamde cordon sanitaire of schutkring was een maatregel die moest beletten dat de partij op een of ander manier een beleidsfunctie kon verwerven. Het was een overeenkomst van de andere partijen, steeds publiekelijk aangekondigd voor de verkiezingen (opdat alle kiezers dit op voorhand zouden weten), dat de deelnemende partijen geen bestuursakkoorden zouden sluiten met het Vlaams Blok. Dit sloot het praten met mensen van het Vlaams Blok niet uit. Het cordon sanitaire werd door de initiatiefnemers beschouwd als een engagement, als een manier om de democratie - hoe imperfect ook - te beschermen tegen ondemocratische elementen. Het cordon wordt nog steeds toegepast op het Vlaams Belang.
Een gevolg hiervan is dat het Vlaams Blok, dat bij de gemeenteraadsverkiezingen in 2000 en bij de verkiezingen voor het Vlaams Parlement in 2004 de grootste partij in Antwerpen was, in beide gevallen geen deel uitmaakte van de daaropvolgende coalitie.
De handhaving van het cordon door alle andere Vlaamse partijen kon de opgang van de partij niet stuiten. Bij de verkiezingen van 24 november 1991 boekte de partij een enorme vooruitgang. Het Vlaams Blok verdriedubbelde haar stemmenaantal ten opzichte van 1987 en behaalde 12 Kamerzetels. Alle andere partijen verloren zetels en betitelden deze verkiezingsdag als Zwarte Zondag. Op 12 juni 1994 voegde Frank Vanhecke zich bij voorzitter Dillen in het Europees Parlement. Bij de gemeenteraadsverkiezingen datzelfde jaar werd het Vlaams Blok de grootste partij van Antwerpen. Met 204 vertegenwoordigers in 86 gemeenteraden was de partij vanaf toen definitief verankerd in het Vlaamse politieke landschap. Bij de federale verkiezingen van 1995 hield de partij stand ten opzichte van Zwarte Zondag en vier jaar later werden vier Kamerzetels extra behaald. Het Vlaams Blok vertegenwoordigde eind jaren 1990 meer dan 600.000 Vlaamse kiezers.
Dillen bleef lange tijd voorzitter van de partij. Pas op 8 juni 1996 deed hij afstand van zijn mandaat ten gunste van Europarlementslid Frank Vanhecke. Dillen bleef wel bij de partij betrokken als erevoorzitter. 

### Juridische strijd en veroordeling wegens racisme
Ook op het juridische vlak werd de partij - of tenminste de vzw's die de partij dragen - aangepakt. De PS diende al in 1995 vergeefs een wetsvoorstel in om het Vlaams Blok zijn overheidsdotatie te ontnemen, omdat de partij het Europees Verdrag voor de Rechten van de Mens niet onderschreef.
Drie dagen na de verkiezingen van 8 oktober 2000 werd het Vlaams Blok gedagvaard door het Centrum voor Gelijkheid van Kansen en voor Racismebestrijding en de Liga voor Mensenrechten. De partij werd racisme verweten in haar publicaties. Toen de rechter van de 46ste kamer zich op 29 juni 2001 onbevoegd verklaarde en de zaak als persmisdrijf naar het Hof van assisen wilde verwijzen, sprak het Vlaams Blok van een grote overwinning. De partij achtte het bewezen dat het hier om een politiek proces ging, gestuurd door de regering-Verhofstadt. De zaak kwam nogmaals voor een correctionele rechtbank. Op 26 februari 2003 vond ook dat hof dat de feiten waarvan het Vlaams Blok beschuldigd werd, een politiek misdrijf vormden dat voor het Assisenhof moest worden behandeld. Die rechter maakte zich overigens ernstig boos tegenover de aanklagers omdat hij vond dat zij zijn rechtbank wilden misbruiken om een politieke afrekening te voeren. De aanklagers gingen echter in cassatie en kregen gelijk. Cassatie oordeelde dat het hof van Beroep in Gent de zaak opnieuw diende te behandelen.
Uiteindelijk werd het Vlaams Blok - in het bijzonder haar drie vzw's - voor het Hof van beroep op 21 april 2004 in Gent tot hoge geldboetes veroordeeld voor inbreuken op artikel 3 van de antiracismewet van 30 juli 1981. Deze verbiedt "het behoren tot en het verlenen van medewerking aan een vereniging die kennelijk en herhaaldelijk discriminatie bedrijft of verkondigt". 
Het Hof van Beroep van Gent had het in zijn uitspraak enkel over het verkondigen van discriminatie, en stelde dat het Vlaams Blok nooit effectief discriminatie heeft bedreven. De uitspraak in scherpe bewoordingen luidde als volgt: "Het Vlaams Blok is een partij die kennelijk en systematisch aanzet tot discriminatie. [...] U behandelt vreemdelingen als criminelen, boosdoeners, profiteurs, onintegreerbare fanatiekelingen en een bedreiging van het eigen volk." De veroordeelde vzw's waren:
- De Vlaamse Concentratie, de ontvanger en beheerder van de overheidssubsidies van het Blok,
- De Nationalistische Omroepstichting (NOS), dat zorgt voor hun radio- en televisieprogramma's en
- Het Nationaal Vormingsinstituut, dat zorgt voor de vorming van de kaderleden van het Vlaams Blok.

Vanhecke, de toenmalige voorzitter van het Vlaams Blok, was tevens voorzitter van deze drie vzw's en de boekhouding ervan was opgenomen in die van het Vlaams Blok.
Het verkondigen van discriminatie werd in deze zaak gelijkgesteld met twee strafbepalingen uit de antiracismewet: "het aanzetten tot haat" en "het aanzetten tot discriminatie". Naar oordeel van het Hof van Beroep van Gent zette het Vlaams Blok aan tot haat jegens allochtonen doordat de partij, om de kiezer te overtuigen van haar programma, een stereotiep en negatief beeld van hen schetste. Het aanzetten tot discriminatie bestond er dan weer in dat de kiezer een politiek programma werd aangeboden dat naar oordeel van de rechters "duidelijk discriminerend" is.
Het Vlaams Blok stelt dat met deze veroordeling het recht op vrijheid van meningsuiting te sterk beperkt wordt. Immers zouden ze dan geen kritiek meer mogen geven op maatschappelijke problemen in verband met immigratie. De veroordeling was echter, voor zover ze het "aanzetten tot haat" betreft, gebaseerd op de wijze waarop dit gebeurde.
Het Vlaams Blok ging in cassatie, waardoor de partij alsnog onder haar eigen naam deel kon nemen aan de Vlaamse verkiezingen van 13 juni 2004. De partij behaalde een hoge winst bij de verkiezingen voor de Vlaamse Raad op 13 juni 2004, vooral ten koste van de VLD. De partij behaalde 24% van de stemmen en werd daarmee de grootste partij van Vlaanderen. 
De kwestie kwam voor het Hof van Cassatie. Dat bevestigde het arrest op 9 november 2004.

### Naamsverandering in Vlaams Belang
Op 11 september 2004 verklaarde het partijbestuur hoe dan ook verder te gaan met het programma, zelfs als de partij nogmaals veroordeeld zou worden. Het Vlaams Blok zou dan een andere naam krijgen: Vlaamse Liga, Vlaams Belang, of iets anders. De standpunten zouden vervolgens aangepast worden, zodat een veroordeling niet meer mogelijk zou zijn. Hun politieke ideologie zou wel dezelfde blijven.
Omdat partijen die veroordeeld zijn voor het aanzetten tot racisme hun overheidsdotatie kunnen verliezen, wijzigde het Vlaams Blok op 14 november 2004 zijn naam in Vlaams Belang. Zo kon de partij haar overheidssubsidies behouden. Voorafgaand aan het proces had toenmalig voorzitter Frank Vanhecke aangekondigd dat hij bij een veroordeling een nieuwe partij zou oprichten. Toen bleek dat die nieuwe partij het aanvankelijk zonder dotaties zou moeten stellen, werd hiervan afgezien. In de plaats daarvan opteerde het bestuur voor een nieuwe naam en een nieuw logo die op 14 november 2004 werden voorgesteld.

## Bekende (ex-)leden
- Wilfried Aers
- Gerolf Annemans
- Erik Arckens
- Roger Bosman
- Roger Bouteca
- Mathieu Boutsen
- Isidoor Buelens
- Xavier Buisseret
- Koen Bultinck
- Yves Buysse
- Nancy Caslo
- Jean Caubergs
- Jurgen Ceder
- Lode Claes
- Alexandra Colen
- Frank Creyelman
- Johan Deckmyn
- Monique De Gryze
- Hilde De Lobel
- Filip De Man
- Johan Demol
- Herman De Reuse
- Filip Dewinter
- Guy D'haeseleer
- Karel Dillen
- Koen Dillen
- Marijke Dillen
- Jean Geraerts
- Marleen Govaerts
- Hagen Goyvaerts
- Pieter Huybrechts
- Joris Huysentruyt
- Nele Jansegers
- Bart Laeremans
- Julien Librecht
- Dominiek Lootens-Stael
- Ignace Lowie
- Jan Mortelmans
- Staf Neel
- Walter Peeters
- Jan Penris
- Roeland Raes
- Bert Schoofs
- Luc Sevenhans
- John Spinnewyn
- Felix Strackx
- Guido Tastenhoye
- Jos Van Assche
- Johan Van Brusselen
- Jaak Van den Broeck
- Francis Van den Eynde
- Marleen Van den Eynde
- Anke Van dermeersch
- Roland Van Goethem
- Joris Van Hauthem
- Frank Vanhecke
- Luk Van Nieuwenhuysen
- Karim Van Overmeire
- Frieda Van Themsche
- Gerda Van Steenberge
- Roeland Van Walleghem
- Christian Verougstraete
- Rob Verreycken
- Wim Verreycken
- Miel Verrijken
- Frans Wymeersch